# Stotternheim
Stotternheim, Erfurt-Stotternheim – dzielnica miasta Erfurt w Niemczech, w kraju związkowym Turyngia.